# Shorei-ryu
Shorei-ryu (昭霊流) é um estilo de caratê, que, no século XIX, surgiu com a evolução do Naha-te, quando seu maior espoente passou a ser o sensei Kanryo Higashionna, cuja fama incrementou-se deveras, devido ao sucesso prático das técnicas ensinadas por ele.
Durante este mesmo período, o estilo começou a tomar uma nova direcção e transformou-se num estilo de combate puramente "interno". Isto foi devido em grande parte à influência de Choki Motobu.
Apesar de o estilo de sensei Motobu ser ainda considerado Naha-te, na realidade não tinha nada a ver com Higashionna. Quando Motobu transformou-se em líder do Shorei-ryu, começou a orientar seu desenvolvimento numa outra direcção, principalmente por ter treinado com Anko Itosu, do estilo Shuri-te e discípulo do grande Sokon Matsumura. Motobu teve grande reputação como lutador nas ruas e como instrutor de caratê.

## Características
O estilo acentua o condicionamento corporal, treino rígido e pragmatismo técnicos. Os deslocamentos têm raio de acção menor e os golpes são desenhados para serem desferidos à curta distância. E é mais adequado se visto como uma forma de auto-defesa. Isto tudo se deve ao modelo de chuan fa praticado no sul da China, que foi adaptado pelos lutadores de Oquinaua.

## Técnicas
O estilo tem como repertório técnico bases baixas e técnicas de força, cuja origem repousa nas técnicas tradicionais de cinco animais — cobra, grou, leopardo, tigre e dragão —, os quais devem ser incorporados mentalmente durante a execução duma técnica.
A cobra significa o componente racional dum embate, tal como o estilo de chuan fa da cobra enfatiza a paciência, a precisão e a astúcia. As técnicas deste componente são fluidas e precisas e executadas apenas no momento mais propício ao sucesso.
O grou faz lembrar que deve haver comunhão e equilíbrio entre os aspectos físico e mental, no fito de desenvolver autoconfiança e eficiência. As técnicas, que exigem do praticante num nível elevado de concentração e velocidade, compôem-se de um misto de golpes curtos e perfurantes, à semelhança das bicadas e patadas que o grou dá, quando caça e se defende.
O tigre representa a resistência óssea, a armação do esqueleto, e sua capacidade de carrear e concentrar a energia do lutador até o ponto de ataque e/ou defesa, onde será empregada realmente, e são executadas em formas curtas porém violentas, cuja potência repousa na respiração abdominal, calma, consciente e concentrada.
O leopardo também representa o equilíbrio entre as forças mental e física do carateca, mas num sentido de conjugar os lados interior e exterior, o que leva o conjunto de técnicas mesclar movimentos de duros a leves, sendo tais executados e facilitados pela respiração.
O dragão, por fim, representa a força corporal que o carateca deve possuir, para repelir/assimilar um ataque. As técnicas baseadas no dragão são circulares e praticadas com respiração leve e somente no momento em que a respiração for mais leve, no exato momento do câmbio expiração/inspiração.

### Kata
O estilo treina basicamente o seguinte conjunto de kata:
- Ananku
- Bassai (Dai)
- Danennsho
- Gekisai
- Gopeisho
- Junipo
- Kururunfa
- Naihanchi
- Rohai
- Saifa
- Sanchin
- Sanseru
- Seiuchin
- Seipai
- Seisan
- Suparinpei
- Tensho